# One Day Fly
One Day Fly was de naam van een Nederlandse gelegenheidsformatie uit 2001, gevormd door de makers van het televisieprogramma Kopspijkers. De groep bracht de single I wanna be a one day fly uit die een hit werd. Het project was een parodie op en protest tegen het destijds bekende televisieprogramma Starmaker. De naam is steenkolenengels voor het Nederlandse begrip eendagsvlieg; de correcte Engelse vertaling voor een eenmalige hit is One hit Wonder en het insect heet mayfly.
In Starmaker werden jongeren klaargestoomd voor een grote doorbraak in de muziekwereld. Critici beweerden echter dat het programma niet meer dan een paar eendagsvliegen zou opleveren. Ook de makers van Kopspijkers stelden dat het succes en populariteit van de deelnemers en van de single Damn (I think I love you) grotendeels te danken was aan de commercie en hype rond het programma. Ze wilden dit aantonen door zelf een single uit te brengen en hier door middel van eenzelfde hype als rond Starmaker een hit mee te scoren.
De single werd gepresenteerd in Kopspijkers. De missie slaagde; de single belandde vervolgens op de eerste plaats in zowel de Mega Top 100 als de Top 40 en stootte de Starmaker-single van deze positie. Van I wanna be a one day fly werden ruim 60.000 exemplaren verkocht. In de verkoop-Top 100 over 2001 stond het nummer op de zevende plaats; Damn (I think I love you) bleef de best verkopende single. De opbrengst van deze uit de hand gelopen grap ging naar Unicef.

## Zangers
- Jack Spijkerman
- Viggo Waas
- Peter Heerschop
- Hans Sibbel
- Owen Schumacher
- Joep van Deudekom
- George Baker

## Hitnotering
| I wanna be a one day fly in de Nederlandse Top 40 - binnen: 19 mei 2001 | I wanna be a one day fly in de Nederlandse Top 40 - binnen: 19 mei 2001 | I wanna be a one day fly in de Nederlandse Top 40 - binnen: 19 mei 2001 | I wanna be a one day fly in de Nederlandse Top 40 - binnen: 19 mei 2001 | I wanna be a one day fly in de Nederlandse Top 40 - binnen: 19 mei 2001 | I wanna be a one day fly in de Nederlandse Top 40 - binnen: 19 mei 2001 | I wanna be a one day fly in de Nederlandse Top 40 - binnen: 19 mei 2001 | I wanna be a one day fly in de Nederlandse Top 40 - binnen: 19 mei 2001 | I wanna be a one day fly in de Nederlandse Top 40 - binnen: 19 mei 2001 | I wanna be a one day fly in de Nederlandse Top 40 - binnen: 19 mei 2001 |
| Week                                                                    | 01                                                                      | 02                                                                      | 03                                                                      | 04                                                                      | 05                                                                      | 06                                                                      | 07                                                                      | 08                                                                      |                                                                         |
| ----------------------------------------------------------------------- | ----------------------------------------------------------------------- | ----------------------------------------------------------------------- | ----------------------------------------------------------------------- | ----------------------------------------------------------------------- | ----------------------------------------------------------------------- | ----------------------------------------------------------------------- | ----------------------------------------------------------------------- | ----------------------------------------------------------------------- | ----------------------------------------------------------------------- |
| Nummer                                                                  | 1                                                                       | 1                                                                       | 1                                                                       | 1                                                                       | 6                                                                       | 13                                                                      | 29                                                                      | 37                                                                      | uit                                                                     |

| I wanna be a one day fly in de Nederlandse Single Top 100 - binnen: 19 mei 2001 | I wanna be a one day fly in de Nederlandse Single Top 100 - binnen: 19 mei 2001 | I wanna be a one day fly in de Nederlandse Single Top 100 - binnen: 19 mei 2001 | I wanna be a one day fly in de Nederlandse Single Top 100 - binnen: 19 mei 2001 | I wanna be a one day fly in de Nederlandse Single Top 100 - binnen: 19 mei 2001 | I wanna be a one day fly in de Nederlandse Single Top 100 - binnen: 19 mei 2001 | I wanna be a one day fly in de Nederlandse Single Top 100 - binnen: 19 mei 2001 | I wanna be a one day fly in de Nederlandse Single Top 100 - binnen: 19 mei 2001 | I wanna be a one day fly in de Nederlandse Single Top 100 - binnen: 19 mei 2001 | I wanna be a one day fly in de Nederlandse Single Top 100 - binnen: 19 mei 2001 | I wanna be a one day fly in de Nederlandse Single Top 100 - binnen: 19 mei 2001 | I wanna be a one day fly in de Nederlandse Single Top 100 - binnen: 19 mei 2001 | I wanna be a one day fly in de Nederlandse Single Top 100 - binnen: 19 mei 2001 | I wanna be a one day fly in de Nederlandse Single Top 100 - binnen: 19 mei 2001 |
| Week                                                                            | 01                                                                              | 02                                                                              | 03                                                                              | 04                                                                              | 05                                                                              | 06                                                                              | 07                                                                              | 08                                                                              | 09                                                                              | 10                                                                              | 11                                                                              | 12                                                                              |                                                                                 |
| ------------------------------------------------------------------------------- | ------------------------------------------------------------------------------- | ------------------------------------------------------------------------------- | ------------------------------------------------------------------------------- | ------------------------------------------------------------------------------- | ------------------------------------------------------------------------------- | ------------------------------------------------------------------------------- | ------------------------------------------------------------------------------- | ------------------------------------------------------------------------------- | ------------------------------------------------------------------------------- | ------------------------------------------------------------------------------- | ------------------------------------------------------------------------------- | ------------------------------------------------------------------------------- | ------------------------------------------------------------------------------- |
| Nummer                                                                          | 1                                                                               | 1                                                                               | 1                                                                               | 1                                                                               | 2                                                                               | 9                                                                               | 14                                                                              | 22                                                                              | 27                                                                              | 43                                                                              | 57                                                                              | 73                                                                              | uit                                                                             |